# Reservas de petróleo en Venezuela

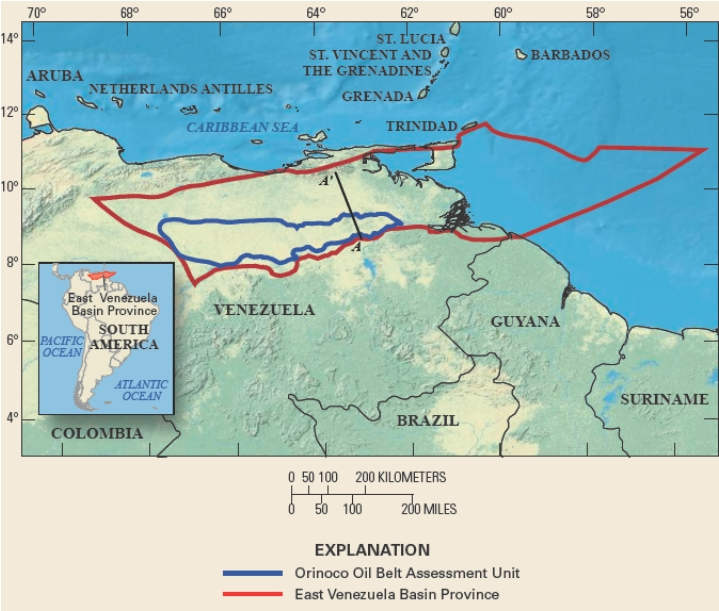
Faja del Orinoco según el Servicio Geológico de los Estados Unidos.

Las reservas de petróleo de Venezuela son, a fecha de 2023
, las mayores reservas probadas del mundo.

## Historia
A mediados de enero de 2011 y de acuerdo con un comunicado oficial emitido por Rafael Ramírez Carreño, Ministro de Energía de Venezuela, se informó que las reservas certificadas de petróleo en ese país ascienden a 297.000 millones de barriles, lo cual colocaría a Venezuela como el país con las mayores reservas de petróleo a nivel mundial -incluso por encima de Arabia Saudita- aunque el 75% de ellas correspondería a crudo extrapesado. Previamente, en octubre de 2007, el Ministerio de Energía y Petróleo venezolano comunicó que sus reservas probadas de petróleo se habían elevado a 100.000 millones de barriles (16×10^9 m³), tras la certificación de 12.000 millones de barriles (2×10^9 m³) adicionales de reservas probadas, se estima que la reserva legal de Petróleo de Venezuela es asegurada en más de 100 años. Luego, en febrero de 2008, dicha cantidad se había elevado a 172.000 millones de barriles (27×10^9 m³).

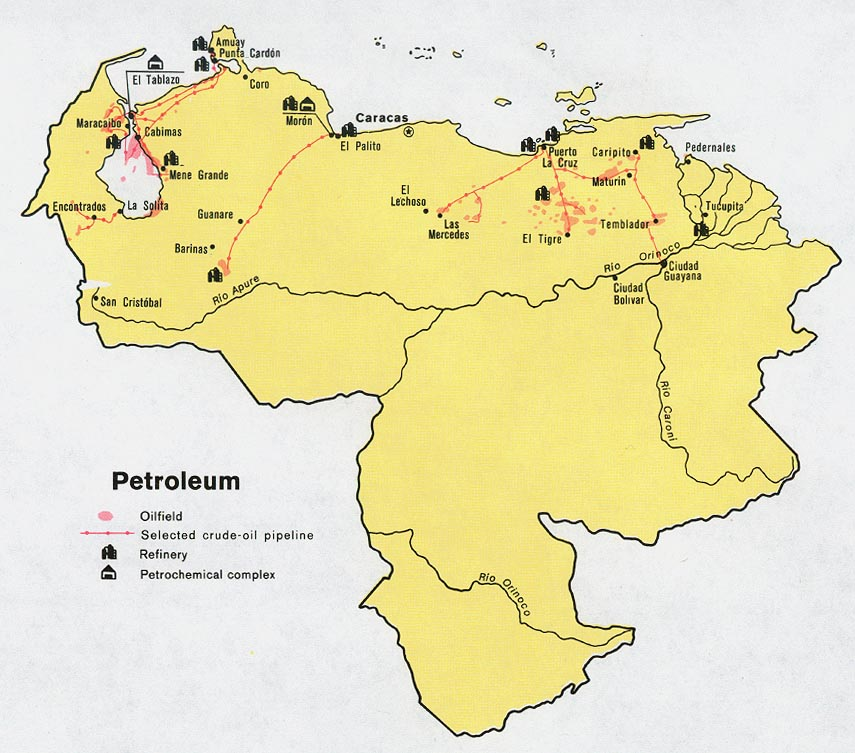
Actividades petroleras en Venezuela en 1972.

Además de los tradicionalmente explotados yacimientos de petróleo crudo ligero convencional al occidente del país, Venezuela tiene grandes depósitos de petróleo crudo pesado y extrapesado -anteriormente clasificados como bitumen- en la llamada Faja del Orinoco, de un tamaño y extensión similar al yacimiento de arenas de alquitrán de Athabasca en Canadá. El petróleo extrapesado de la Faja del Orinoco, aun cuando menos viscoso que el de Athabasca -lo que significa que puede ser extraído por medios más convencionales-, está sin embargo enterrado a mayor profundidad -lo que significa que no puede ser extraído por minería superficial, como ocurre con el canadiense-. Las estimaciones de las reservas recuperables en la Faja del Orinoco entre 100.000 y 270.000 millones de barriles. En 2009, la USGS actualizó esta cifra a 513.000 millones de barriles (8.16×10^10 m³).
En 2006, Venezuela contaba con exportaciones netas de petróleo de 2,2 millones de barriles por día (350×10³ m³/día), ubicándose de esta manera como el sexto exportador más grande del mundo y el más grande del hemisferio occidental, aunque en los últimos años la producción de petróleo ha venido disminuyendo, debido al agotamiento de los yacimientos petrolíferos existentes y a ineficiencias en su modo de extracción. Puesto que muchos de sus campos petroleros sufren de las tasas de disminución en la producción de al menos 25% por año, analistas del sector estiman que Venezuela debe invertir cerca de USD 3.000 millones cada año sólo para mantener dicho nivel de producción. Como resultado de la inconsistencia en las cifras de contabilidad del país, el nivel real de la producción de petróleo en Venezuela es difícil de determinar, pero la mayoría de los analistas del sector estiman que produce alrededor de 2,8 millones de barriles por día (450×10³ m³/día) de petróleo en 2006. Esto significaría una vida útil de 88 años de producción al ritmo actual.
El desarrollo de la industria petrolera venezolana se vio afectada por disturbios políticos en los últimos años. A finales de 2002 casi la mitad de los trabajadores de la empresa petrolera estatal PDVSA se declararon en huelga, resultando en el despido de 18.000 de ellos. En opinión de muchos analistas del sector esto afectó la capacidad de la empresa estatal para mantener sus yacimientos petrolíferos y ha contribuido a la disminución de la producción y a la divulgación de datos poco fiables. El petróleo crudo que Venezuela tiene, es muy pesado para los estándares internacionales, y como resultado gran parte de este debe ser procesado por refinerías especializadas nacionales e internacionales. Venezuela sigue siendo uno de los mayores proveedores de petróleo a Estados Unidos, enviando alrededor de 1,4 millones de barriles diarios (220×10^3 m3/d). También tiene una importante presencia en el circuito de refinación de petróleo en esa nación, donde además es propietaria de la cadena gasolinera Citgo.